# Lactarius chromospermus
Lactarius chromospermus é um fungo que pertence ao gênero de cogumelos Lactarius na ordem Russulales. Foi primeiramente descrito cientificamente por David N. Pegler em 1982.